# 142857
142 857 è un numero ciclico. 
Si ottiene dividendo 1 ÷ 7 con risultato 0,142857, ed è la base anche per costruire l'enneagramma di Gurdjieff.

## Numero ciclico
Se viene moltiplicato per 2, 3, 4, 5 o 6 si ottiene una trasformazione ciclica dello stesso numero. In qualsiasi trasformazione ciclica di 142857 se si sommano opportunatamente a coppie le cifre si ottiene un numero composto da soli 9.
1 × 142 857 = 142 857
2 × 142 857 = 285 714
3 × 142 857 = 428 571
4 × 142 857 = 571 428
5 × 142 857 = 714 285
6 × 142 857 = 857 142
Se moltiplicato per 7 il risultato è direttamente composto da soli 9 anziché essere una trasformazione ciclica delle cifre,
7 × 142 857 = 999 999

## Altre caratteristiche
Se moltiplicato per multipli di 7 il risultato sarà sempre composto da 9, 0 o due cifre che sommate insieme danno 9.
14 × 142 857 = 1 999 998
21 × 142 857 = 2 999 997
28 × 142 857 = 3 999 996
35 × 142 857 = 4 999 995
70 × 142 857 = 9 999 990
999 999 × 142 857 = 142 856 857 143
Se moltiplicato per numeri non multipli di 7 e maggiori di 6 il risultato sarà sempre una variante di 142 857
8 × 142 857 = 1 142 856
142 857 × 142 857 = 142 8572 = 20 408 122 449
Se lo si divide per 2 o per 5, si ottiene la trasformazione ciclica decimale:
142 857 ÷ 2 = 71 428,5
142 857 ÷ 5 = 28 571,4
La stessa cosa succede se si divide 142 857 per 999 999, dato che 999 999 è il numero moltiplicato per 7:
142 857 ÷ 999 999 = 0,142857
Se si eleva al quadrato le ultime tre cifre e si sottrae il quadrato delle prime tre cifre, si ottiene ancora una trasformazione ciclica:
{\displaystyle 857^{2}=734449}
{\displaystyle 142^{2}=20164}
{\displaystyle 734449-20164=714285}
In base 10, 142 857 è un numero di Harshad e un numero di Kaprekar.